# Hoinarii primejdioși
Hoinarii primejdioși (titlu original: Wild Rovers) este un film american western de acțiune de aventură din 1971 regizat de Blake Edwards. Rolurile principale au fost interpretate de actorii William Holden și Ryan O'Neal.
Inițial conceput ca un film epic de trei ore, a fost editat foarte mult de Metro-Goldwyn-Mayer fără știrea lui Edwards, inclusiv o inversare a finalului de la unul negativ la unul pozitiv. Edwards a renegat filmul terminat și mai târziu a satirizat lupta sa cu studioul în comedia  S.O.B. (din 1981), în care a interpretat, de asemenea, William Holden.

## Distribuție
- William Holden - Ross Bodine
- Ryan O'Neal - Frank Post[10]
- Karl Malden - Walt Buckman
- Joe Don Baker - Paul Buckman
- Tom Skerritt - John Buckman
- James Olson - Joe Billings
- Lynn Carlin - Sada Billings
- Leora Dana - Nell Buckman
- Victor French - Sheriff Bill Jackson
- Rachel Roberts - Maybell Tucker
- Moses Gunn - Ben
- Sam Gilman - Hansen
- Charles Gray - Savage
- Bill Bryant - Hereford
- Jack Garner - Cap Swilling
- William Lucking - Ruff
- Ed Bakey - Gambler
- Ted Gehring - Tucson Sheriff
- Alan Carney - Palace Bartender